# چینته تسینو
چینته تسینو (به ایتالیایی: Cinte Tesino) یک کومونه در ایتالیا است که در ترنتینو واقع شده‌است.
 چینته تسینو ۲۵٫۹ کیلومتر مربع مساحت و ۳۹۲ نفر جمعیت دارد.